# Le Grand Baigneur
Le Grand Baigneur est un tableau réalisé par le peintre français Paul Cézanne vers 1885. De format vertical, cette huile sur toile représente un baigneur debout devant un paysage. Seulement vêtu d'un slip de bain, il baisse la tête vers le sol, les mains sur les hanches. Après avoir appartenu à Ambroise Vollard, Alexandre Berthier de Wagram, Paul Rosenberg et Marius de Zayas, l'œuvre entre en possession de Lillie P. Bliss. Elle est conservée depuis 1934 au Museum of Modern Art, à New York, dans l'État de New York, aux États-Unis.